# Paul-Michel-Frédéric Caudière
Paul-Michel-Frédéric Caudière (né le 26 juin 1822 à Martigues - mort le 24 janvier 1887 à Marseille) est un officier de marine et administrateur colonial français.

## Biographie
Paul Caudière est né dans une vielle famille de juristes et de marins de la bourgeoisie martégale et apparentée à l'amiral de Vence. Son grand-père, Jean Joseph Adrian (1770-1823), capitaine corsaire, servira également comme officier dans la marine d'État et de commerce. Caudière, rentré tardivement dans la marine, est nommé enseigne de vaisseau le 16 novembre 1849 et part alors pour les côtes d'Afrique. Il prend part à la guerre de Crimée sur la frégate Sané et participe au bombardement de Sébastopol et à l'expédition de Kinbourn.
Passé sur l'Arcole, il est nommé lieutenant de vaisseau en 1858. Puis lors de la guerre d'Italie, second de la corvette à vapeur Prony, il est affecté au ravitaillement de l'escadre de l'amiral Lebarbier de Tinan lors du blocus de Gaëte. Il part ensuite en campagne sur les côtes occidentales d'Amérique dans l'océan Pacifique. À son retour en France, il prend le commandement de la compagnie des gabiers à la division des équipages de la flotte de Toulon.
Caudière commande en Nouvelle-Calédonie, de 1863 à 1866, le transport à voiles Bonite et participe activement aux opérations des compagnies de débarquement chargés de réprimer les actes de sauvagerie des populations indigènes.
En mai 1867, il prend le commandement du brick à voiles Janus, attaché à l'escadre d'évolutions de l'amiral de Gueydon, et est nommé capitaine de frégate le 11 janvier 1871, après avoir pris part en 1870, dans un bataillon de marins, à la défense de Paris.
Il est second de la frégate cuirassée Magnanime, puis commandant de l'Aveyron de 1872 et 1874, avec lequel il concourut au ravitaillement de la colonie de l'Extrême-Orient.
En 1876, il fut nommé commandant-particulier du Gabon, fonction qu'il garda jusqu'en 1879. Atteint par la limite d'âge, il ne put obtenir une évolution de grade.
Nommé en 1880 capitaine de port à Marseille, puis commandant des ports de Marseille, il a gérer l'embarquement et ravitaillement du corps expéditionnaire de Tunisie de 1881 et les épidémies de choléra de 1884 et 1885. Il assure ses fonctions jusqu'à sa mort, survenue le 24 janvier 1887 à Marseille, d'une attaque d'apoplexie. À la nouvelle de sa mort, l'ensemble des compagnies de navigation et navires présents dans les ports de Marseille ont mis leurs pavillons en berne.
Président d'honneur de la Société des sauveteurs du Midi, il est officier de la Légion d'honneur, commandeur de l'Ordre de Nichan Iftikhar, décoré de la croix du Mérite d'Italie et de l'ordre de Bolivar.
Il avait épouse Mlle Vidal, fille d'un notaire, adjoint au maire de Martigues. Leur fils, saint-cyrien et colonel d'infanterie, épousera la fille du comte Antoine de Jessé-Charleval, bâtonnier et maire de Marseille, et de Marie de Romeuf. Quant à leur fille, elle épouse la fille et sœur des bâtonniers Albert Aicard.

## Sources
- Théophile de Lamathière, "Caudière (Paul-Michel-Frédéric)", in: Panthéon de la Légion d'honneur. 20, E. Dentu, Paris
- Revue maritime et coloniale : Volume 92, Ministère de la marine et des colonies, 1887